# 李章哲 (遗传学家)
李章哲（韓語：찰스리；1969年—），韓國裔加拿大遗传学家，他是结构基因变异研究的先驱者。

## 生平
李章哲出生于韩国首尔，1996年获加拿大阿尔伯塔大学博士学位，之后两年在英国剑桥大学做研究。后加入哈佛医学院，1998年至2001年在临床细胞遗传学基金的支持下做研究。2002年成为美国医学遗传学委员会委员。2006年成为哈佛癌症中心细胞遗传学主任。2008年起任哈佛医学院药理学副教授。李在包括《细胞》、《自然》、《科学》在内的国际刊物上发表了超过100篇论文。他还是千人基因组计划主席团成员之一，并且是美国国立健康研究所基因、健康及发育部研究员。2008年获湖岩奖。

## 研究
2004年起利用DNA芯片技术研究了单核苷酸多态性、拷贝数变异（CNV）、以及单个碱基对DNA变异等人类基因组遗传标记。李带领一个国际科学家团队在2006年以CNV为基础考察了人类基因组的基因图谱。2007他还研究了环境条件和人类行为对CNV区域的影响。这些研究为基因检测及个性化的癌症疗法打下了基础。2013年起他在缅因州巴尔港的杰克逊实验室工作，在那儿研究了基因畸变及其与先天性畸形关系，灵长类动物的进化及其对基因组稳定性的影响，并尝试识别相关的生物标志物。